# Gaietà Martí Valls
Gaietà Martí Valls (Inca, Mallorca, 1918 - Palma, 2007) va ser un reformador religiós autodidacta marcat pel seu origen xueta. Després de diversos contactes amb corrents del protestantisme i amb el judaisme, el 1985 promogué una opció religiosa sincrètica entre el cristianisme i el judaisme, denominat cristianisme xueta o Església Pobre de Crist, basada en la transmissió consuetudinària dels ensenyaments de Jesucrist a partir de l'establiment a Mallorca d'un grup dels seus seguidors poc després de la crucifixió, entre els quals s'hi trobava l'Apòstol Joan que hauria escrit a l'illa l'Apocalipsi, i del qual Gaietà en seria una reencarnació. Aquest grup i els seus descendents seguiren essent considerats jueus, ocupant el segment més modest del col·lectiu, i serien succeïts pels xuetes mallorquins denominats d'orella baixa, una part dels quals haurien conservat l'essència del cristianisme primitiu, que Gaietà hauria rebut del seu avi matern i de les revelacions directes de la divinitat, per la qual cosa s'autoproclamava profeta.
Els elements fonamentals de l'Església pobre serien el reconeixement de Jesús de Natzaret com rabí o mestre, però no la seva naturalesa divina; el rebuig del baptisme; així com de qualsevol forma de jerarquia religiosa; la defensa de la vida espiritual comunitària; la reencarnació fins a assolir la perfecció espiritual, la perfecció del treball manual com a font de la dignitat humana i l'oposició a l'acumulació capitalista i a l'enriquiment de les esglésies.

## Els antecedents del cristianisme jueu
La proposta de Gaietà que els jueus mallorquins arribaren a l'illa poc després de la mort de Jesucrist practicant un sincretisme religiós entre el judaisme i el cristianisme, compta amb alguns precedents prou aproximats, posats de manifest per xuetes implicats en les polèmiques sobre la qüestió, que segurament l'inspiraren a ell o al seu avi, a qui atribueix la informació.
Així Josep Tarongí Cortès en el seu llibre, "Algo sobre el estado religioso y social de la isla de Mallorca", 1877, afirma: Som fills d'aquells hebreus d'Espanya que, segons general i molt acceptada tradició, enviaren diputats a Jerusalem, per a protestar de la mort del Salvador Jesús...¡Si, som descendents d'aquella raça dels primers deixebles de Jesús...!, descendents dels primers cristians.
La primera part d'aquesta referència deriva d'una llegenda atribuïda al jueus de Toledo, segons la qual aquests haurien intercedit epistolarment per Jesucrist davant el Sanedrí. Segurament fou inventada abans de l'expulsió per esquivar-la o a algun altre episodi repressiu. El relat es troba referit, també, al "Manifiesto", que els xuetes remeteren al Rei Carles III, el 1773, fent constar, d'aquesta manera, que els jueus hispànics tenien un afecte primigeni cap al cristianisme que els eximia de la tradicional acusació de deïcidi que patien els jueus i els seus descendents mallorquins.
Encara a principis del segle xx, el també capellà Antoni Forteza, seguidor de Tarongí, escrivia: Per què idò, els suposats jueus mallorquins no han de ser de la progenie de jueus tant sants (els apostols) i ho han de ser d'Annàs i Caifàs?